# Coperonus vanhoeffeni
Coperonus vanhoeffeni is een pissebed uit de familie Munnopsidae. De wetenschappelijke naam van de soort is voor het eerst geldig gepubliceerd in 1992 door Brandt.